# Satellites (singolo Dotan)
Satellites è un singolo del cantante Dotan, estratto dall'album in studio dallo stesso titolo, pubblicato il 16 maggio 2021.

## Video musicale
Il 6 maggio 2021 è stato pubblicato il video musicale, diretto da Franklin & Marchetta.

## Tracce
1. Satellites – 4:15